# Die Banditen vom Rio Grande
Die Banditen vom Rio Grande ist ein deutscher Abenteuerfilm des Regisseurs Helmuth M. Backhaus. Der in Ultrascope gedrehte Farbfilm wurde am 23. April 1965 uraufgeführt.

## Inhalt
Drei junge Lehrerinnen, Helen, Joan und Lida, die in ein mexikanisches Dorf versetzt wurden, werden von Banditen entführt und bedrängt. Der Bandenchef Barran wird dabei von seinem Leibarzt Ryan, der mit den Frauen sympathisiert, gehindert, bis zum Äußersten zu gehen.

## Entstehungsgeschichte
Die 1961 gegründete Piran-Film + Televisions GmbH des Stuttgarter Unternehmers Egon Haebe versuchte mit diesem Film an die Erfolge der Mitte der 1960er Jahre populären Karl-May-Filme und Italowestern anzuschließen.
Die Dreharbeiten entstanden in Jugoslawien, so zum Beispiel an der Zrmanja in der Nähe von Obrovac. Die Atelieraufnahmen drehte man im Centralni Filmski Studio Kosutnjak in Belgrad. Für das Szenenbild war der Filmarchitekt Nino Borghi verantwortlich. Die Kostüme entwarf Ingrid Neugebauer. Als Kameramann fungierte Manfred Ensinger. Produktionsleiterin war Eva Rosskopf. Die Regie der Action-Szenen übernahm Reinhardt Ernst.

## Rezeption

### Veröffentlichung
Die Freiwillige Selbstkontrolle der Filmwirtschaft gab den Film am 23. April 1965 ohne Feiertagsfreigabe ab 16 Jahren frei. Die Uraufführung erfolgte noch am selben Tag.
Obwohl Piran-Film für die Jahre 1965 und 1966 bereits die Herstellung weiterer Filme angekündigt hatte, war Die Banditen vom Rio Grande die letzte Produktion des Unternehmens. Nachdem die Firma seit 1963 ihre Filme selbst vermarktete, ohne über die Professionalität großer Filmverleiher wie Gloria- oder Constantin-Film zu verfügen, geriet das Unternehmen zunehmend in finanzielle Schwierigkeiten. Da das vergleichsweise aufwendige Werk Die Banditen vom Rio Grande seine Herstellungskosten nicht einspielte, musste Piran-Film Anfang 1965 die Produktion einstellen.

## Kritik
Das Lexikon des internationalen Films urteilt knapp: „Einfältiger Abenteuerfilm nach Vorbild“. Nicht gerade begeistert zeigt sich auch der Evangelische Film-Beobachter: „Lauer deutscher Aufguß eines schiefen Konzentrates aus der berühmten brasilianischen Räuberballade «O Cangaceiro». Für Erwachsene ohne jede Empfehlung möglich.“